# 大衛·波科克
大衛·威爾默·波科克（英語：David Willmer Pocock；1988年4月23日—）是一位澳大利亞政治人物，前职业橄欖球運動員。他在擔任橄欖球運動員期間擔任側翼前鋒，並曾為超級橄欖球聯賽中野馬隊副隊長。大衛·波科克出生於南非並在辛巴威的圭洛長大。大衛·波科克在青少年時期搬遷到澳大利亞並效力於澳洲國家橄欖球隊，曾代表澳大利亞參加了2015年世界盃橄欖球賽。退伍后大衛·波科克成为一名环保政治家、保育運動支持者和社會正義提倡者，其作为独立候选人在2022年澳洲聯邦大選競選澳洲首都領地两名參議員席次之一當選。他击败自由党人当时的参议员泽德·塞塞利亚，结束了从1975年澳洲首都領地可以选举参议员以来两大党垄断参议员席位的历史。

## 早年
波科克于1988年4月23日出生于南非的一个医院里。这个医院离他父母在辛巴威的家最近。他有两个弟弟。他的祖父在1960年代里在貝特橋买下一座柑橘庄园，在这个庄园里在它最繁盛的时候曾经有300人在那里工作。波科克的早年是在那里渡过的。
他童年时他们全家搬到北边的圭洛。他的爷爷和伯伯在那里有一座混合农庄，这座农庄面积2800公顷，他们种植出口的蔬菜和花卉，还养牛。他在那里上学并开始打橄榄球。2000年羅伯·穆加貝开始推行他的土地改革，把土地均匀分配给不同肤色的人。波科克的父母申请向澳大利亚移民。此后不久在土地征收的过程中他们被勒令在90天内离开庄园。此后他们在南非艾尔弗雷德港的家庭独家房里待了8个月。2002年他们获得澳大利亚签证，在布里斯班定居。
波科克在布里斯班圣公会文法学校上学。2005年他与后来他的澳大利亚国家队队友夸德·庫珀一起参加该学校不败的15人球队。同年他入选澳大利亚学生队。

## 橄榄球生涯

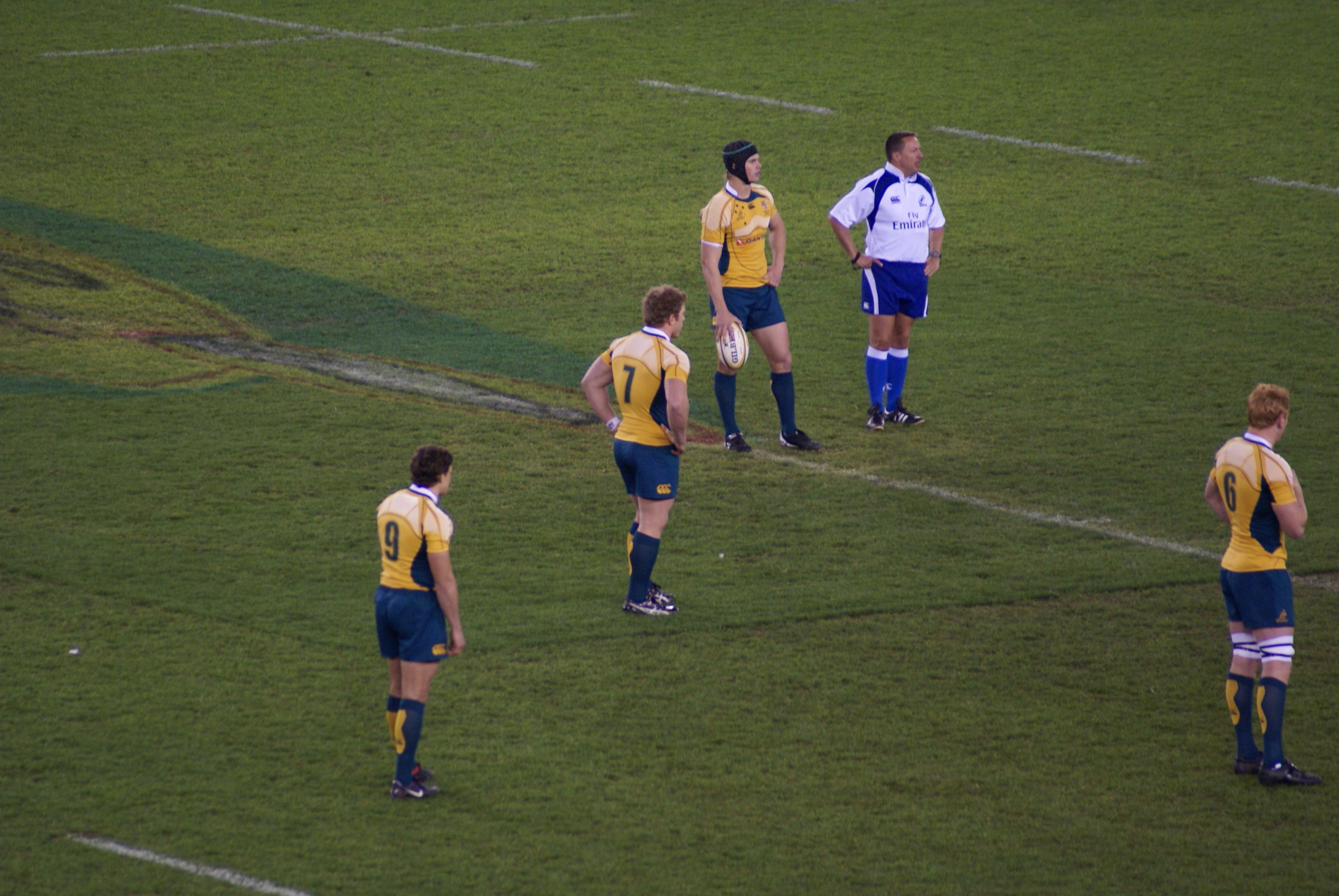
2009年波科克（7号）在澳大利亚队参赛

波科克从2006年开始为西部力量效力，他的首场比赛是在德班对鲨鱼队。在2007年的世界橄榄球太平洋国家杯比赛中波科克参加澳大利亚学生队和澳大利亚橄榄球A队的比赛。多次获得最佳球员的荣誉。2008年12月3日他作为替代球员参加澳大利亚国家队与法国野蛮人比赛。2008年末波科克首次在香港参加与新西兰的测试赛，此后参加与意大利和野蛮人的比赛。同年他在威尔士青少年世界冠军赛上成为澳大利亚U20队队长，并成为西部力量的队长。
2009年波科克参加13场超级橄榄球比赛。2009年也是他突破的一年。他参加了澳大利亚队测试赛14场中的13场，包括在与爱尔兰比赛和局中的最佳球员荣誉。他的第一场比赛是在加蒂夫33:12赢威尔士队。此前在悉尼波科克就已经在55:7战胜野蛮人的一场非正式比赛中得分。由于他的球技不断提高，2009年在三国大赛中他取代乔治·史密斯成为澳大利亚小袋鼠队的外翼。2009年球季在威尔士举行的国际赛中他的拇指脱臼，他把它恢复后继续参加比赛。但是在半场的时候他被乔治·史密斯取代。
2010年波科克成为小袋鼠侧翼的第一选手。他在当年获得澳大利亚橄榄球最高奖赏。他与其他5名球员被提名为世界橄榄球联赛最佳球员候选人，他作为一名世界级球员已经毫无疑问。此外他被授予澳大利亚年对小袋鼠最佳队员和橄榄球球员协会卓越勋章。
2010年和2011年波科克都是世界橄榄球最佳球员最终候选人之一。
2012年小袋鼠队队长詹姆斯·霍威爾受伤后波科克在赛季中接受队长职。
2012年超级橄榄球赛季结束时波科克离开西方力量转到野馬隊。
2013年他的膝盖动手术，邁克·庫珀成为小袋鼠7号的首席选手。
2014年在他膝盖手术后的第三场比赛中他的前十字韧带受伤，2014年3月必须再次做膝盖手术。2015年1月15日他与尼克·怀特一起被命名为野马队2015年超级橄榄球赛季副队长。他参加了所有3场冠军赛比赛，澳大利亚赢得所有3场比赛，是2011年以来第一次重新获得冠军的一年。
2015年9月23日在当年橄榄球世界杯的开幕比赛中波科克两次得分，最后澳大利亚以28:13在千禧球場战胜斐济国家橄榄球联盟队。在闭幕比赛中澳大利亚战胜新西兰全黑队时他也得分。
2016年5月波科克与日本松下电机狂暴武士签署合同。这份合同是与澳大利亚橄榄球联盟合作谈判的，它允许波科克为澳大利亚参加2019年世界杯橄榄球赛。2016/17赛季里他为狂暴武士效力。2017年1月赛季结束后他决定从橄榄球运动休假一年，在2017/18年赛季返回狂暴武士。该赛季结束后他立刻回到澳大利亚为野马队参加2018年和2019年的超级橄榄球赛季。2018/19年他跳过了日本的赛季。2019年9月6日波科克宣布2019年在日本的世界杯后他将从退出国际比赛。2019年/20年他履行了他在日本的合同。
2020年10月23日波科克宣布完全从橄榄球退出，致力于环境保护工作。

## 退役橄榄球后的生涯
2021年波科克在查爾斯史都華大學毕业获得可持续农业硕士学位。他从2013年还在打橄榄球时就已经开始了这个学业。

### 社会活动
2012年他公开支持澳大利亚政府固定价格排放交易计划，说：“气候改变是我们这个时代最大的挑战，政府终于开始行动了，这是一个小小的转折点……这可能不是个完美的计划，但是我觉得这的确是个好开端，为了未来的澳大利亚人我们必须这样做。”该计划后来被撤销。2014年波科克参加抗议在国家森林里开采煤矿的抗议和阻塞，并因为参加非暴力抗议被捕。
他公开支持澳大利亚同性婚姻运动。虽然他与他的妻子艾玛于2010年举办婚礼，但是他们拒绝在婚礼证书上签名，表示只有当所有澳大利亚人可以在他们的婚礼证书上签名时他们才会签署这份法律文件。2017年澳大利亚法律承认和允许同性婚姻后两人于2018年12月1日正式签署他们的婚姻证书。
波科克还促进听力有缺陷的人的可达性。2022年8月1日他首次在参议院发表演讲时想过带一名聋哑人翻译去。按照参议院规定波科克要带一名“陌生人”上讲台必须获得批准。几乎只有来访代表才能够获得这个允许。绿党支持他的请求，但是其它两个大党反对，怕这样的先例会导致更多人要求“陌生人”。政府提出折衷方案在演讲台下放一个屏幕显示翻译。波科克说他将继续追求参议院的规则改变，允许聋哑人翻译上参议院讲台。2015年在一场比赛中波科克得分后做了聋哑语中鼓掌的手势，因为他的一名好朋友的母语是聋哑语。

## 政治生涯

大衛·波科克參選2022年澳大利亞參議院時創立的政黨

2021年12月波科克宣布他将参加2022年澳洲聯邦大選，竞选澳大利亚首都领地在澳大利亚参议院的席位。2022年3月18日一个名为大衛·波科克的党成功地在澳大利亚选举委员会登记，因此出现在参议院竞选的选票上。5月在电视采访中波科克解释他作为独立候选人参加竞选的原因，他说他希望在参议院成为一个社会进步的声音，以及改革议会中议员完整性监控过程。他计划改革关于政府腐败和政治廣告的法律，提高澳大利亚对可更新能源的投资，以及恢复各州决定安乐死的立法权利。2022年6月14日澳大利亚选举委员会宣布波科克当选，赢得澳大利亚首都领地的第二位参议院席位，战胜当时任次席位的泽德·塞塞利亚，成为第一名澳大利亚首都领地选出的既不是工党又不是自由党的议员，也是第二名从澳大利亚首都领地选出的在联邦级别上既非工党又非自由党的议员。
2022年7月波科克反对工党政府废除澳大利亚建筑委员会，但是在2022年11月投票时改变了他的立场投票赞成。2022年11月波科克成功地与政府商议更改澳大利亚社会福利联络中心年度支出估算，作为交换他同意政府的工业关系法律。

## 个人生活
波科克与艾玛·帕兰德里结婚。